# Chiesa di San Giovanni Battista (Mellaredo)
La chiesa di San Giovanni Battista è la parrocchiale di Mellaredo, nella città metropolitana di Venezia ed in diocesi di Padova.

## Storia

### Origine
La prima citazione di una chiesa a Mellaredo risale al 1454, anno in cui fu visitata dal vescovo Fantino Dandolo. Dalla relazione della visita pastorale del 1599, s'apprende che la chiesa era filiale della pieve di Vigonza. Grazie ad un documento del 1572 si conosce che la chiesa disponeva di fonte battesimale, di tre altari e di campanile.

### La chiesa del XVIII secolo
La parrocchiale venne edificata nel 1713 dalle monache di Vigonza, poiché quella precedente era diventata troppo piccola per soddisfare le esigenze della popolazione. Su questo periodo, le fonti locali sono molto scarse (sono rimasti solo i registri anagrafici e alcuni documenti riguardati la vita spirituale), ma si apprende che nel tempo la comunità iniziò ad assumere una fisionomia ben definita, staccandosi dalla Pieve di Vigonza. Il campanile fu eretto tra il 1869 ed il 1871. Nel 1922, in occasione di una visita parrocchiale, l'allora parroco don Giovanni Dalla Zanna redisse un'accurata relazione sulla vita spirituale e i beni della parrocchia, riportando anche una precisa descrizione della chiesa e le sue condizioni. Da questo documento emerge che la capienza dell'edificio era di 500/600 persone, aveva una sola navata di circa 127 mq e in totale 5 finestre, 2 a nord e 3 a sud.  I muri erano in buono stato, mentre il tetto e i pavimenti avrebbero avuto bisogno di manutenzione, ma la parrocchia non aveva il denaro sufficiente per procedere. Al centro del soffitto stava un dipinto di 9x3,50 m raffigurante San Giovanni Battista, opera di un certo Battisti, mentre le altre pitture presenti non risultavano degne di nota. La chiesa non ospitava bassorilievi, sculture, intagli o intarsi, solo una statua in legno della Madonna del Rosario alta 1,60 m. Da quanto risulta al parroco, la parrocchia non beneficiava di particolari privilegi o indulgenze e non riceveva nemmeno sufficienti fondi per la manutenzione da parte del Regio Governo, a cui era intestato il pio regio patronato.

### L'idea di costruire una nuova chiesa
L'idea di ampliare la chiesa si rintraccia già all'interno del sopracitato documento del 1922, quando il parroco afferma che, vista la capienza ridotta, sarebbe stato opportuno costruire due cappelle laterali. Nel difficile periodo che seguì alla prima guerra mondiale non fu però possibile aprire nessun cantiere, a causa della generale situazione di disagio e relativa povertà in cui versava la popolazione. L'arrivo della seconda guerra mondiale allontanò ulteriormente l'inizio di ogni possibile lavoro, ma il parroco, sempre Dalla Zanna, non abbandonò per questo la proposta. Alla fine della guerra infatti, l'idea riemerse prepotentemente, anche perché legata ad un voto fatto a Sant'Antonio sotto i bombardamenti del '44. Nel 1946, durante la messa del 15 febbraio, venne finalmente benedetto il primo materiale da utilizzare per ampliare la chiesa. L'intervento di ammodernamento vero e proprio avvenne però solo nel 1948, dopo diversi mesi di ricerca del materiale e di raccolta dei fondi necessari.

### La realizzazione della chiesa nuova

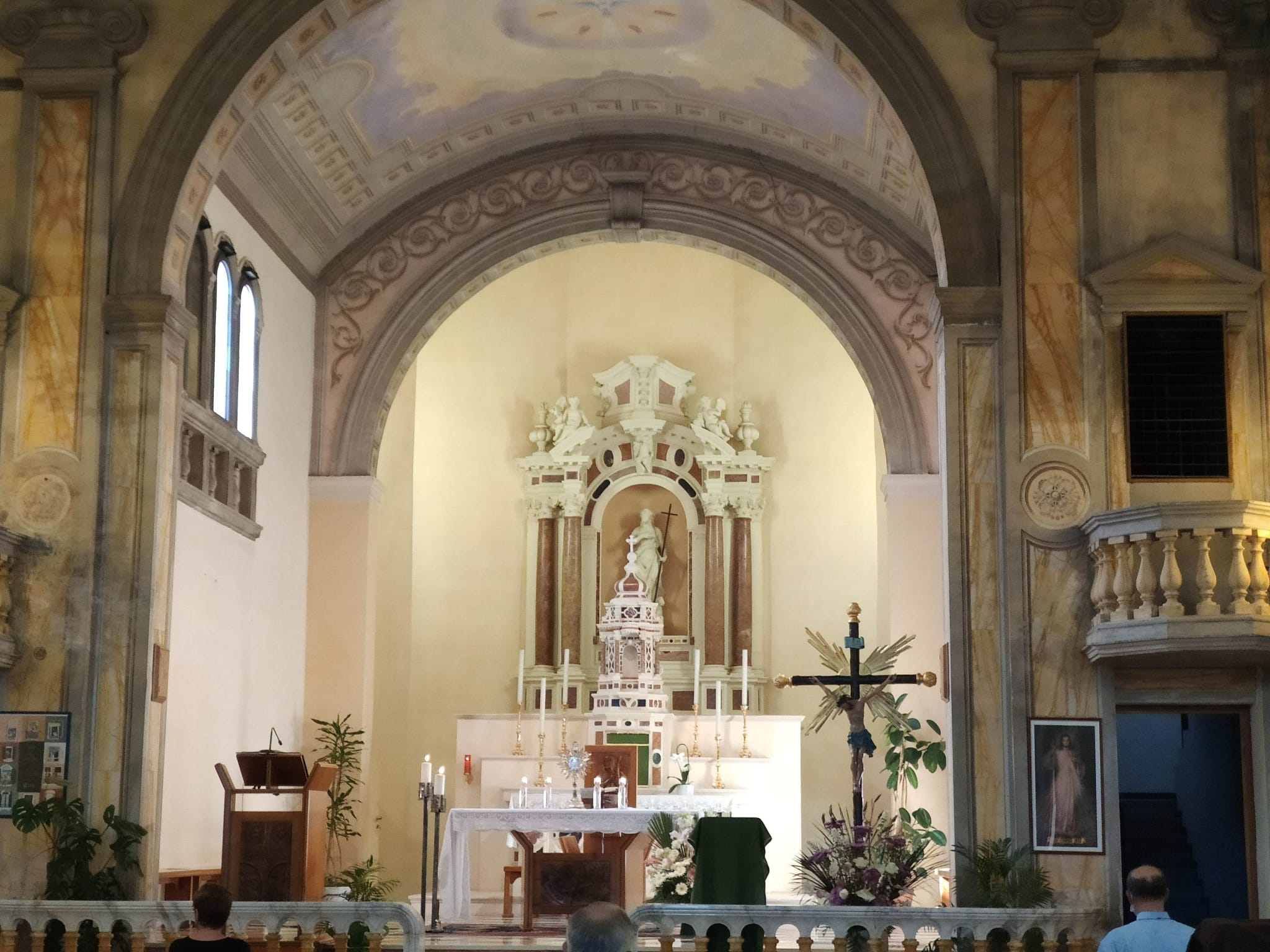
Presbiterio della chiesa di Mellaredo, fotografato nel 2021

Dalla Zanna affidò i lavori di ampliamento a degli operai disoccupati che lavoravano a turno gratuitamente. Essendo questi non salariati, ma semplicemente ricompensati in diversi modi dalla parrocchia, dopo un'anonima denuncia nel 1949 il cantiere ricevette una visita dell'Ispettorato del Lavoro. Le operazioni di accertamento fermarono il progetto per alcuni mesi, ma appena si risolsero esso riprese rapidamente. Nell'ottobre dello stesso anno il parroco annota infatti il completamento della copertura di coro, cappelle anteriori e del corridoio che porta alla canonica. Dai disegni tratti dal progetto originale si nota un cambiamento davvero importante: a differenza dell'edificio antico, la chiesa nuova è costruita in direzione nord-sud e non est-ovest. Il 21 novembre 1950 il vescovo di Padova Girolamo Bortignon aprì finalmente la chiesa al culto, anche se non tutti gli interni erano ancora stati completati (è presente solo l'altare maggiore, peraltro provvisorio). A quell'altezza temporale, nonostante le offerte e le donazioni dei fedeli a sostegno del progetto, Dalla Zanna registra un debito di 1.900.000 £. Un po' per la fatica e un po' per le questioni economiche, l'anno dopo i lavori registrarono un rallentamento, concentrandosi solo sull'aggiunta degli elementi necessari al culto. Mancavano ancora l'intonaco, i pavimenti, le pitture e gli ornamenti, ma la crescente consistenza del debito non permetteva di procedere. Dopo molte richieste, nel 1952 Dalla Zanna riuscì ad ottenere un finanziamento di 900.000 £ dalla Direzione Generale del Fondo per il Culto, soldi che gli permisero di alleviare un po' la pressione economica che gravava sulla parrocchia. Nel 1954 furono probabilmente eseguite, da pittore ignoto, le decorazioni del soffitto che rappresentano i quattro evangelisti. L'anno dopo, in seguito alla morte di Dalla Zanna, la parrocchia passò nelle mani di don Giovanni Barba, che si ritrovò con una chiesa quasi praticamente finita, ma ancora molti debiti da pagare.

### Il completamento dell'opera
Gli interventi di completamento dell'opera vennero sapientemente e pazientemente portati avanti dal nuovo parroco nel corso di un decennio e si conclusero nel 1967. Nel corso di quei dieci lunghi anni vennero passati gli intonaci all'interno e all'esterno, posato il pavimento in marmo di Chiampo, eseguiti alcuni lavori strutturali, costruita una cappella, sistemato il presbiterio, comprate nuove suppellettili liturgiche e nuove sedie, sistemate porte e finestre e installati gli impianti di amplificazione e riscaldamento, oltre ovviamente alla manutenzione di ciò che era stato già costruito.

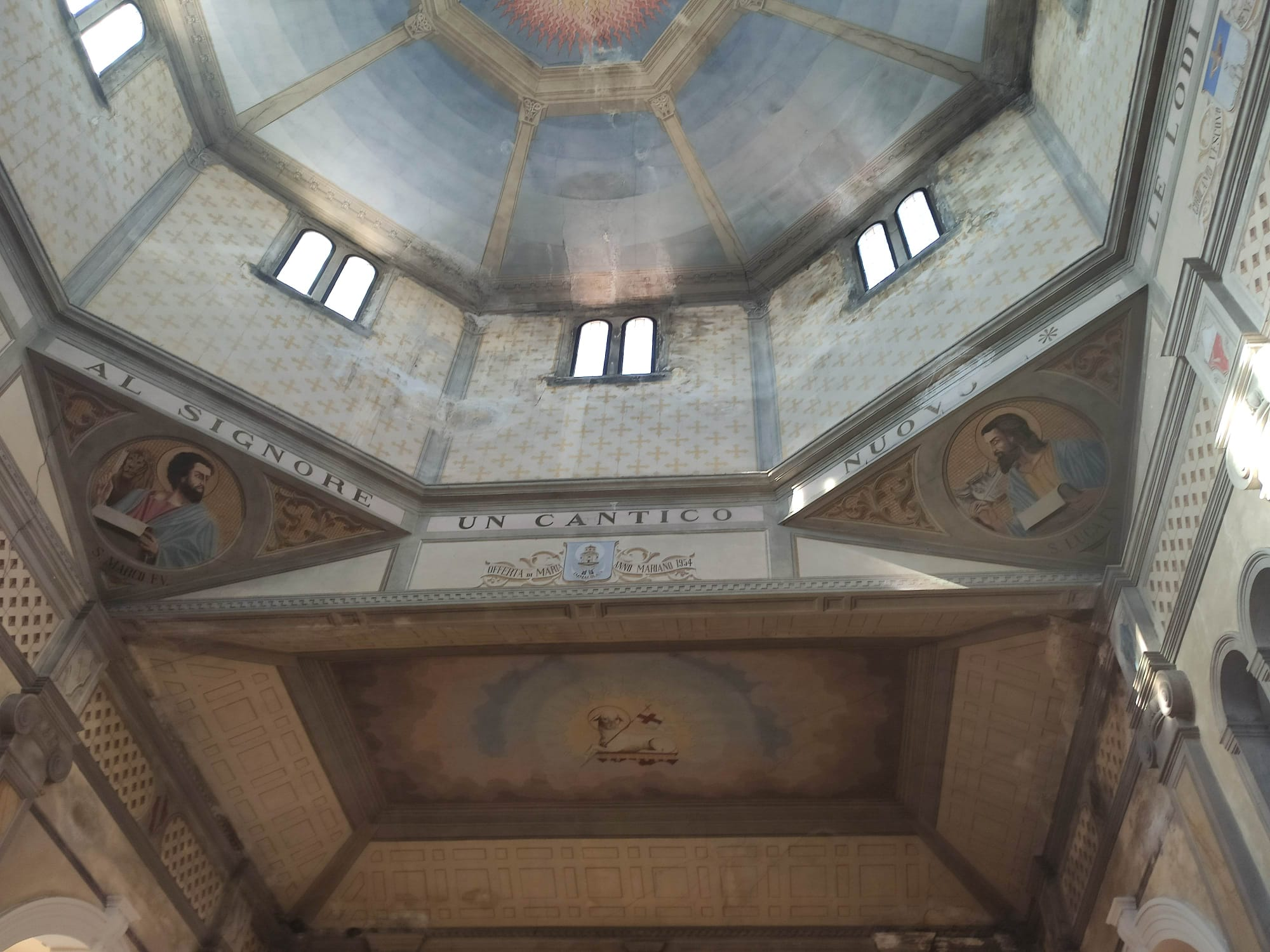
Dettaglio del soffitto dipinto della chiesa di Mellaredo raffigurante gli evangelisti Marco e Luca. Gli altri due si trovano nelle lunette dall'altra parte del tiburio.

## Interno
Opere d'arte custodite all'interno della chiesa sono l'altare maggiore, in marmi policromi e pietra, che fu realizzato tra il 1690 ed il 1710 e modificato intorno al 1954, ed il nuovo altare rivolto verso i fedeli, che venne costruito nel 1992 e presenta, al centro, l'immagine del Redentore.
Gli spicchi sotto il tiburio sono decorati con l'effige dei quattro evangelisti. Non si conosce precisamente né l'anno né la mano che le eseguì, ma potrebbe essere possibile che i dipinti siano coevi delle quattro decorazioni poste tra le lunette ed eseguite con certezza nel 1954. Ognuna di queste immagini è composta da uno stemma centrale e da un nastro che porta un'iscrizione. Vi si legge: "Girolamo Vescovo Benedicente", "S.S. Pio XII regnante", "S. S. Pio - anno 1954, nella gloria dei santi" e "Offerta di Maria, anno mariano 1954".